# H. Upmann & Co.
H. Upmann & Co. fue un banco en Habana, Cuba con Agencia en Bremen, Alemania, fundada en 1844 por Hermann Dietrich Upmann, junto con la marca H. Upmann y continuó después de su muerte bajo el mando de sus sobrinos Hermann Friedrich y Albert Upmann y Theodore Garbade. Garbade vendió su parte como socio en 1916 cuando se mudó a Nueva York.
La empresa hizo grandes beneficios mediante la compra de cambio de la bolsa de Madrid durante la Guerra de Independencia de Cuba y por el hecho que durante el bloqueo estadounidense Upmann & Co era indispensable para el gobierno español. También había muchos banqueros que comenzaron a retirar su dinero en 1896 debido a los disturbios e incertidumbre en Cuba. H. Upmann & Co. les ayudó e hizo como representante de los Rothschild y otros, transferencias des grandes cantidades de oro y plata a su sucursal en Nueva York, ciudad que se había convertido al centro financiero y de comercio neurálgico de las islas del Caribe desde el siglo XVIII.
El corresponsal de guerra Joseph Herring describió 1899 al banco como "La firma bancaria más importante de Cuba, tal vez en todas las Indias Occidentales."
El banco H. Upmann & Co construyó su propio edificio en la esquina de las calles Amargura y Mercaderes en 1904, que hoy en día alberga la agencia del Banco Central de Cuba (antiguamente Banco Nacional de Cuba) .
En 1917, las propiedades y activos de H. Upmann en Estados Unidos, fueron incautados por la Custodian of Alien Enemy properties, y la firma fue colocada en la Lista de Comercio de Enemigos de Estados Unidos. Con el final de la Primera Guerra Mundial en 1918, la situación económica de Cuba empeoró dramáticamente, especialmente después del gran crash que trajo consecuencias insondables a miles de trabajadores que perdieron sus empleos. Debido a estas dificultades, el H. Upmann & Co. -como tantos otros- se fue en 1922 y fue vendido por unos escasos 30.000 pesos. Tres años más tarde, el 3 de septiembre de 1925, Herman falleció y su hermano Albert se trasladó a los Estados Unidos.